# Sitio de Florencia (1529-1530)
El sitio de Florencia, iniciado en otoño de 1529, es uno de los últimos episodios de la guerra de la Liga de Cognac.
Un gran ejército del Sacro Imperio Romano Germánico y España, comandado por Filiberto de Chalon,  príncipe de Orange, conquistó la ciudad después de casi diez meses de asedio. La ocupación supuso el fin de la República de Florencia y la instauración de Alejandro de Médici como duque en 1532.

## Antecedentes históricos
Tras el saqueo de Roma en 1527, los florentinos habían proclamado la república expulsando a los Médici. El nuevo gobierno se decantó del lado de Francia durante la guerra de la Liga de Cognac, pero las derrotas francesas en el sitio de Nápoles de 1528 y la batalla de Landriano de 1529 obligó a Francisco I de Francia a firmar la Paz de Cambrai con Carlos V del Sacro Imperio Romano Germánico. Cuando el papa Clemente VII y la República de Venecia hicieron las paces con el Emperador, Florencia se encontró aislada y Carlos V, tras acordarlo con el Papa, ordenó a sus ejércitos asediar Florencia para restaurar a los Médici en el poder en la figura de Alejandro, familiar del pontífice.
La República pudo resistir la invasión durante unos meses pero, finalmente, debido a la traición de los mercenarios que habían contratado, tuvo que abandonar Volterra a los imperiales. Con la muerte de su mejor capitán, Francesco Ferruccio, ejecutado por el enemigo al final de la batalla de Gavinana, los republicanos perdieron sus últimas esperanzas. La ciudad capituló el 10 de agosto de 1530.